# 文献检索
文献检索(document retrieval)是在科学研究，撰写论文时所必需的一种手段。

## 概念
文献检索的概念有狭义和广义之分：
- 狭义的检索（Retrieval）是指依据一定的方法，从已经组织好的大量有关文献集合中，查找并获取特定的相关文献的过程。这里的文献集合，不是通常所指的文献本身，而是关于文献的信息或文献的线索。
- 广义的检索包括信息的存储和检索两个过程(Storage and Retrieval)。信息存储是将大量无序的信息集中起来，根据信息源的外表特征和内容特征，经过整理、分类、浓缩、标引等处理，使其系统化、有序化，并按一定的技术要求建成一个具有检索功能的数据库或检索系统，供人们检索和利用。而检索是指运用编制好的检索工具或检索系统，查找出满足用户要求的特定信息。

## 类型
依据检索对象的不同，文献检索可分为三种类型：
- 以查找文献线索为对象的文献检索；
- 以查找数值与非数值混合情报为对象的事实检索；
- 以查找数据、公式或图表为对象的数据检索。

## 基本原理
通过对大量的、分散无序的文献信息进行搜集、加工、组织、存储，建立各种各样的检索系统，并通过一定的方法和手段使存储与检索所采用的特征标识匹配，获得和利用信息源。

## 方式
文献检索的方式可分为手工检索和计算机检索两种。
手工检索是计算机检索的基础，计算机检索是手工检索的发展。
从检索原理来讲，手检与机检并无差别，在检索进行之前都要进行检索课题的分析、检索工具(文摘或文档)的选用、根据检索课题的要求制定检索策略、选择检索途径和检索方法，然后才能进行检索操作。

### 手工检索
手工检索是通过人工自己动手去查找，去对比检索标识和书本式检索工具（各种书本式目录、索引、文摘等）中的存贮标识的相符性，即通过“人书对话”来完成检索过程。

### 计算机检索
计算机检索是通过计算机来模拟人的手工检索过程，由计算机来处理检索者的检索提问，将检索者输入检索系统的检索提问(即检索标识)按检索者预先制定的检索策略与系统文档（机读数据库）中的存贮标识进行类比、匹配运算，通过“人机对话”而检索出所需要的文献。